# Гвардейцы (Самарская область)
Гвардейцы — село в Борском районе Самарской области. Административный центр сельского поселения Гвардейцы.

## Палеонтология
В районе села в отложениях раннего триасового периода (верхнеиндский подъярус) обнаружен ископаемый образец темноспондильной амфибии Syrtosuchus.

## История
Село основано в 1772 году отставными солдатами из гвардейских полков. Первоначально село называлось «Гвардейская слобода». В 1774 году село подверглось разорению киргиз-кайсаками.
В 1774 году в селе была построена часовня в честь Благовещения Пресвятой Богородицы. Иногда поселение называли по часовне — Благовещенское. Но в 1788 году часовню закрыли по приказу Оренбургского духовного правления. В 1796 году началось строительство каменной церкви. Постройка закончилась в 1821 году. В 1867 году была открыта церковно-приходская школа.
В 1884 году в связи с голодом в Поволжье Гвардейцы посетил Лев Толстой.
В 1921 году был открыт Гвардейский курганный могильник с захоронениями сарматского и золото-ордынского периодов.
До 1928 года село административно находилось в Бузулукском уезде, Самарской губернии.

## Население
| 2010 |
| ---- |
| 778  |

## Уроженцы
Село Гвардейцы — родина лётчика-космонавта дважды Героя Советского Союза Алексея Александровича Губарева. В 1984 году в селе был установлен бюст Губарева.
Каюков, Пётр Никонорович — советский гидрогеолог.